# Miranda (Włochy)
Miranda – miejscowość i gmina we Włoszech, w regionie Molise, w prowincji Isernia.
Według danych na rok 2004 gminę zamieszkuje 1080 osób, 49,1 os./km².